# Cavalier Football Club
El Cavalier FC es un equipo de fútbol de Bahamas que juega en la Liga BFA, el torneo de fútbol más importante del país.

## Historia
Fue fundado en el año 1981 en la capital Nassau y cuenta con 8 títulos de la máxima categoría y 9 copas de fútbol en variadas competiciones de Bahamas, con lo que es uno de los clubes más ganadores del país.

## Palmarés
- Liga BFA: 4

1996/97, 1997/98, 1998/99, 2000/01
- New Providence Football League: 4

1996/97, 1997/98, 1998/99, 2000/01
- Copa FA de Bahamas: 3

1982/83, 1999/2000, 2000/01
- Copa Presidente de Bahamas: 3

1999, 2000, 2010/11
- New Providence FA Cup: 3

1999/2000, 2000/01, 2010/11

## Jugadores destacados
| - Lionel Haven - Denair Mitchell - Dexter Thurson - Gavin Cristiano - Damien Neville - Vester Constantine |

## Entrenadores destacados
- Leighton Duncan